# Музей современного искусства «Пти-Пале»
Музей современного искусства «Пти-Пале» — женевский Музей современного искусства, созданный в 1968 году усилиями мецената и собирателя Оскара Геза.

## Коллекция
Русский раздел представлен работами Марка Шагала, Хаима Сутина, Александра Архипенко, Осипа Цадкина, Наталии Гончаровой,  Михаила Ларионова, Сони Терк-Делоне, Тамары Лемпицки, Ханы Орловой, Андрея Ланского.
Также в коллекции музея есть картины других известных художников — Поля Сезанна, Пьера Огюста Ренуара, Гюстава Кайботта, Поля Гогена, Кееса ван Донгена, Мориса де Вламинка, Пабло Пикассо, Амедео Модильяни, Цугухару Фудзиты, Джорджо де Кирико, Сальвадора Дали и других.